# IOC World Bird List
IOC World Bird List (ve volném překladu „Seznam světových ptáků Mezinárodní ornitologické komise“) je autoritativní seznam ptáků s vědeckými názvy a názvy v angličtině, který je volně dostupný online pod licencí Creative Commons. Seznam byl původně zpracován v roce 2006 v monografii Birds of the World: Recommended English Names americkými ornitology Frankem Gillem a Minturnem Wrightem, avšak kniha byla brzy nahrazena elektronickou verzí. Tu udržuje tým mezinárodních ornitologů, který až do roku 2020 vedl zmíněný Frank Gill, po jeho odstoupení tým korigují ornitoložka Pamela C. Rasmussen a David B. Donsker.
Seznam si klade za cíl aktualizaci dvakrát ročně, a to v lednu a v červnu až červenci. Aktualizace typicky zahrnují rozdělení taxonu do vícero taxonů („split“) nebo naopak sdružení více taxonů do jednoho („lump“), změnu názvu, aktualizaci taxonomie podle nejnovějších poznatků atp.
Tým kolem IOC World Bird List je volně napojen na Mezinárodní ornitologickou unií (International Ornithologists' Union, IOU), která se dříve jmenovala Mezinárodní ornitologická komise (International Ornithologists' Comittee, IOC), jejíž zkratku seznam stále má v názvu.